# Låjtavare
Låjtavare är ett naturreservat i Dorotea kommun i Västerbottens län.
Området är naturskyddat sedan 1998 och är 2,4 kvadratkilometer stort. Reservatet omfattar Låjtavares sydvästsluttning och består av gammal granskog.